# Heinrich Germer
Heinrich Germer (Sommersdorf, 1837 - Dresden, 1913) fou un pianista i professor alemany. Estudià en l'Acadèmia de Berlín, i després es dedicà a l'ensenyança a Dresden. Va escriure les obres: Die Technik des Klavierspiels (1877), obra traduïda al francès i anglès; Musikalische Ornamentik, suplement de l'anterior; Rhytmische Probleme; Elementar Klavierschule, així com nombrosos estudis.